# Saint-Hymer
Saint-Hymer è un comune francese di 728 abitanti situato nel dipartimento del Calvados nella regione della Normandia.

## Società

### Evoluzione demografica
Abitanti censiti